# Вимірна множина
Множина називається вимірною щодо міри μ, якщо вона належить до σ-алгебри на якій визначена μ. Для підмножин евклідового простору, якщо міра не вказана, то вважається, що μ це міра Лебега.[джерело?]

## В сенсі Лебега
Множина {\displaystyle A} називається вимірною (в сенсі Лебега), якщо для довільного {\displaystyle \varepsilon >0} знайдеться така елементарна множина {\displaystyle B}, що:
{\displaystyle \mu ^{*}(A\triangle B)<\varepsilon },
де:
- {\displaystyle \mu ^{*}(A)} — зовнішня міра множини. Якщо функція {\displaystyle \mu ^{*}(A)} розглядається лише на вимірних множинах, то вона називається мірою Лебега.
- {\displaystyle \triangle } — симетрична різниця множин.

Іншими словами, якщо множина вимірна, то її можливо «як завгодно точно наблизити» елементарними множинами.

### Властивості
- Сукупність {\displaystyle {\mathfrak {M}}_{E}} вимірних множин замкнена відносно операцій взяття скінчених або злічених сум та перетинів (тобто, являє собою σ-алгебру).
- Функція μ σ-адитивна на {\displaystyle {\mathfrak {M}}_{E}}.
- Доповнення вимірної множини також вимірна множина.
- Сума та перетин скінченої кількості вимірних множин також вимірні множини.
- Різниця та симетрична різниця двох вимірних множин також вимірна множина.
- Довільна множина {\displaystyle A} зовнішня міра якого дорівнює 0, є вимірним.

## Невимірні множини
Не всі підмножини Евклідового простору вимірні в сенсі Лебега; прикладами невимірних множин є множина Віталі та невимірні множини, визначені в парадоксі Гаусдорфа, парадоксі Банаха-Тарського.